# Одиссеас Элитис (аэропорт)
Международный аэропорт Митилини «Одиссе́ас Эли́тис» (греч. Διεθνές Αερολιμένας Μυτιλήνης "Οδυσσέας Ελύτης") — международный аэропорт города Митилини. Связывает остров Лесбос с материковой частью Греции. Аэропорт имеет небольшой терминал и одну взлетно-посадочную полосу. Принимает регулярные рейсы из крупных городов Греции, также чартерные рейсы в летний сезон.
Назван в честь греческого поэта Одисеаса Элитиса.